# Iahnîkî, Lohvîțea
Iahnîkî (în ucraineană Яхники) este localitatea de reședință a comunei Iahnîkî din raionul Lohvîțea, regiunea Poltava, Ucraina.

## Demografie
Componența lingvistică a localității Iahnîkî
     Ucraineană (95,67%)
     Rusă (3,66%)
     Alte limbi (0,67%)
Conform recensământului din 2001, majoritatea populației localității Iahnîkî era vorbitoare de ucraineană (95,67%), existând în minoritate și vorbitori de rusă (3,66%).